# イーゴリ・グレボヴィチ
イーゴリ・グレボヴィチ（ロシア語: Игорь Глебович、? - 1194年）は、12世紀のリャザン公国において、公位をめぐり他の兄弟との相続争いに関わった人物である。リャザン公グレプの子。

## 生涯
史料には、1177年のコロクシャ川の戦いにおいて、捕虜となるところをかろうじて逃れたという言及がある。
同じく1177年に、前リャザン公であり、ウラジーミル大公国の捕虜となっていた父のグレプが死亡すると、リャザン公国はグレプの子のうちのイーゴリ、ロマン(ru)、ウラジーミルが共同統治を行うということになった。リャザン公位には長兄のロマンが就いた。1180年に兄弟間の紛争が起こったが、イーゴリは長兄のロマンの陣営に付き、ウラジーミル大公フセヴォロドの後ろ盾を得た、兄弟のウラジーミル、フセヴォロドと対立した。1186年に、ウラジーミル大公フセヴォロドの介入により、二度目の兄弟間の紛争が起きたが、この時にはウラジーミルと手を組み、プロンスク公国の援助を受けたフセヴォロド、スヴャトスラフ(ru)と争った。なお、この後ウラジーミル大公フセヴォロドは、不穏な状況にあるリャザンの公たちに、（名目上は）彼らの意志の元で、十字架への誓いのキスを強要した。

## 妻子
妻はキエフ大公ロスチスラフの娘アグラフェナ。子には以下の人物がいる。
- ロマン - リャザン公（1213年 - 1217年）
- イングヴァリ - リャザン公（1217年 - 1235年）
- ユーリー - リャザン大公（1235年 - 1237年）
- フェオドシヤ - ウラジーミル大公ヤロスラフ2世と結婚